# Sofie Persson (fotbollsspelare)
Sofie Persson, född 12 juni 1987, är en svensk fotbollsspelare (mittfältare). Hon har spelat fotboll i Kristianstads DFF och i det svenska landslaget.

## Klubbar
- Eskilstuna United DFF
- Piteå IF
- Tyresö FF
- Kristianstads DFF
- Sjöbo IF
- IK Pandora
- Sövestads IF (moderklubb)

## Meriter
- 16 U21/23 landskamper